# 西園寺公顕
西園寺 公顕（さいおんじ きんあき）は、鎌倉時代後期の公卿。今出川右府と号す。
主に伏見天皇（92代）から花園天皇（95代）までの四帝にわたり仕え、官位は従一位右大臣まで昇る。父は西園寺実兼。母は花山院師継の娘。兄に西園寺公衡、弟に今出川兼季がいる。娘・西園寺婉子は二条道平の正室。西園寺家領今出河殿を伝領したため、今出河と号した。

## 経歴
正応元年（1288年）に叙爵。以降累進して、正応3年（1290年）参議となり、公卿に列する。正応5年（1292年）には伏見天皇の中宮・西園寺鏱子の中宮権大夫に任じられる。永仁6年（1298年）の天皇の譲位まで務めた。同年に権大納言に転じる。徳治2年（1307年）には皇太子・富仁親王（のちの花園天皇）の春宮権大夫となるも翌年の即位で辞職。延慶3年（1310年）には右近衛大将に任じられる。応長元年（1311年）には右馬寮御監となるも正和元年（1312年）には任職を辞した。正和4年3月（1315年）に従一位。同年9月には西園寺家嫡であった兄・公衡が父・実兼に先立ち死去した。正和5年（1316年）には内大臣となる。さらに文保元年（1317年）には右大臣に任じられるも辞職。当時、公顕には3歳の男子（のちの実顕）がいたが嗣子が定められておらず、また、弟・兼季には子がなかったため、行く末を案じた父・実兼は家督相続について、「兼季を公顕の嫡子とし、実顕を兼季とする」ことを定めた。しかし、弟・兼季には嫡子・実尹が生まれた一方、公顕の子の実顕は早世し、孫の公冬は南朝に仕えたため、今出河（今出川）家は弟兼季の子孫に引き継がれることになった。元応3年（1321年）2月8日、48歳で薨去。
京極派の歌人として『新後撰和歌集』以下の勅撰和歌集に計24首採録されているが、政治的才能には乏しかったとされ、『花園天皇宸記』文保元年3月26・27日条には公顕が県召除目の大間書執筆を担当した際に、その作法が分らずに娘婿の二条道平が天皇の御前で舅に教えている有様に記主である花園天皇が憤慨したことが記されている。

## 琵琶秘曲伝授の師として
西園寺家は実宗以来、しばしば琵琶秘曲伝授の師を勤めていることが『圖書寮叢刊　伏見宮楽書集成一』や『文机談』に見えている。弘安9年（1286年）6月16日には父実兼が当時春宮であった煕仁親王（伏見天皇）に楊真操の秘曲伝授をおこない、同月22日には献譜したことが後深草院御記にあり、伏見院御記にも同様の記録がある。
公顕は延慶2年（1309年）10月23日に後伏見院に楊真操の秘曲伝授を行っている。前権大納言兼右大将であった公顕が従一位に叙せられた理由は、この秘曲伝授にあったと推察できる。正和2年（1313年）にも後伏見院は公顕から秘曲を伝授されている。
元亨2年（1322年）8月12日に後伏見院は実兼から伝授を受けるつもりであったが、実兼が所労危急の状態なので藤原孝重から啄木の伝授をうけることになったという記録もある。この直後の9月10日に実兼は薨去してしまうのである。

## 系譜
- 父：西園寺実兼
- 母：花山院師継の娘
- 妻：菅原在綱の娘
  - 男子：今出川実顕（1315?-1333）
- 生母未詳
  - 男子：良寿
  - 女子：西園寺婉子（蔭子） - 二条道平室
  - 女子：一条内経室
  - 女子：今出川兼季室、実尹母
  - 女子：後京極院御匣殿（?-1331以前） - 尊良親王妻（側室？）
  - 女子：宣政門院女房